# 宮城県道213号松島停車場線
宮城県道213号松島停車場線（みやぎけんどう213ごう まつしまていしゃじょうせん）は、宮城県宮城郡松島町のJR東北本線 松島駅と国道45号とを結ぶ一般県道である。

## 路線概要
- 実延長：137.0 m
- 起点：松島駅
- 終点：宮城県宮城郡松島町松島

## 通過する自治体
- 宮城県
  - 宮城郡
    - 松島町

## 接続する道路
- 国道45号
- 宮城県道145号高城停車場線